# Windows 7
A Windows 7 (azonos kódnéven fejlesztve) a Microsoft által fejlesztett operációs rendszer az otthoni és az üzleti felhasználóknak. A kiskereskedelmi megjelenés dátuma: 2009. október 22.
A Microsoft 2007-ben jelentette be, hogy a Windows Vista utódjának megjelenését három év múlva tervezik, de a végső dátum csak a fejlesztés közben derült ki.
Elődjével ellentétben a Windows 7-et nem forradalmi újításnak, hanem a Vista továbbfejlesztésének szánták. A cél az volt, hogy a Vistával kompatibilis alkalmazásokkal és hardvereszközökkel a Windows 7 is kompatibilis legyen. A 2008-ban tartott bemutatók a multi-touchra, az újratervezett Windows Shellre, az új gyorsindítás eszköztárra és az otthoni hálózatra, a HomeGroupra helyezték a hangsúlyt. Néhány alkalmazás, mely eddig be volt építve a Windowsba, már nem lesz integrálva, viszont elérhetőek lesznek külön programként a Windows Live Essentials keretében. Ezek például a Windows Movie Maker vagy a Windows Fotótár.
A Windows 7-nek része egy XP-mód (XPM) nevű funkció is, amivel a Pro, Enterprise és Ultimate változat tulajdonosai tölthetik le a Windows XP SP3 Virtual PC nevű kiegészítőt. Ez a háttérben fog működni, és egymás mellett futhatnak az XP-s és a Win7-es programok. Az XPM csak a processzoralapú virtualizációs támogatás esetén lesz futtatható. Paul Thurrott Windows-specialista szerint a Microsoft közel 100 százalékos kompatibilitást ígér az XP-vel.
Az előzetes változatot – Release Candidate (build 7100) – 2009. május 5-én tették nyilvánosan hozzáférhetővé. A Microsoft a Windows 7-et 2009. október 22-én jelentette meg, kevesebb mint három évvel a Windows Vista után. A vele azonos kódbázisra épülő szerverváltozat, a Windows Server 2008 R2 ugyanekkor jelent meg. Az első szervizcsomagot 2011. február 22-én tették nyilvánosan letölthetővé. A rendszer elsődleges (amikor funkció, hibajavító és biztonsági frissítéseket kap) támogatása 2015. január 13-án fejeződött be. A kiterjesztett (amikor már csak biztonsági frissítéseket kap) támogatása 2020. január 14-én fejeződött be. A támogatás befejezése ellenére jelenleg (a NetMarketShare 2019. decemberi statisztikái alapján) még világ számítógépeinek kb. 26%-a Windows 7-et futtat.

## Fejlesztés
Eredetileg a Blackcomb kódnevű rendszer a Windows XP és a Windows Server 2003-ra épült volna. A főbb funkciók újra lettek építve a Blackcomb-ba, mint például a gyorsabb keresés, a fejlettebb tárolási rendszer (WinFS). Később a Blackcomb fejlesztését felfüggesztették és egy új projektbe kezdtek, a Longhorn-ba. 2003 közepére a Longhorn átvette a főbb funkciókat, amiket a Blackcomb-ba terveztek. Három számottevő vírustámadás után, 2003-ban, a Microsoft megváltoztatta az üzletpolitikáját és az eddigi rendszerek frissítésein kezdtek el dolgozni. A Longhorn fejlesztése 2004-ben ismét újraindult.
A Blackcomb megkapta a Vienna nevet, azonban a projekt végül már olyan komplexszé vált, hogy leállították és új projektet kezdtek Windows 7 néven. 2008-ban bejelentették, hogy a Windows 7 lesz a végleges neve az operációs rendszernek. Az első külső verziók a Microsoft partnereknek 2008 januárjában jelentek meg (build 6519).
Bill Gates egy interjúban azt ígérte, hogy a következő Windows sokkal „felhasználó-centrikusabb lesz.” Gates később azt hangoztatta, hogy a Windows 7 jelentős teljesítménybeli javuláson ment keresztül. Ezt teljesen újraírt rendszermagjának köszönheti.

## Funkciók

### Új és megváltozott funkciók
A Windows 7 számos új funkcióval lesz gazdagabb, úgy mint az érintés-, a beszéd- és a kézírás-felismerés, a virtuális merevlemezek kezelése és a több processzormagos gépek teljesítményének optimalizálása. Javítottak továbbá a bootolás folyamatán és a kernel szerkezetén is. Továbbá kompatibilissá vált a DivX filmekkel a WMP 12 és tökéletesen alkalmas az érintőképernyő használatára.
A Windows 7 támogatja a több különböző típusú videokártyát használó rendszereket, a Windows Media Center új verzióját, a Windows Minialkalmazások beépültek a Windows Intézőbe, továbbfejlesztették a médiafunkciókat, az XPS Essentials Pack integrálva lett és újratervezték a Számológépet többsoros kijelzővel, programozó és statisztikai funkciókkal és mértékegység-átváltással.
Sok új menüpontot hoztak létre a Vezérlőpultban, például a ClearType Szövegjavítás, Színkezelés, Asztali minialkalmazások, Biztonsági mentés és visszaállítás, Hibaelhárítás, Munkacsoportok Központ, Tartózkodásihely- és egyéb érzékelők, Biometrikus eszközök, Rendszerikonok, Műveletközpont és Képernyő. A Windows Biztonsági Központ át lett nevezve Műveletközponttá, ami a rendszer biztonságáért és a karbantartásáért felelős.
A tálcán látszanak a legjelentősebb látványbeli változások, ahol a Gyorsindítás eszköztár össze lett olvasztva a tálcán megjelenő programokkal, így létrejött a Microsoft által elnevezett „Superbar”. Ez a funkció lehetővé teszi a gyorslistát, így gyorsabbá téve a fontos feladatok elérését. Az átalakított tálca engedélyezi a tálcagombok szabad átrendezését is.
A kiadott képernyőképeken látható az egyik új funkció, a 'Peek'. Ez egy gyors módszer arra, hogy az összes látható ablak átlátszó legyen, így láthatóvá tehető az asztal. A Microsoft szóvivője azt mondta, hogy ez a funkció azoknak lesz a leghasznosabb, akik gyorsan meg szeretnék tekinteni az asztalukon megjelenő híreket.
A Windows Vistával ellentétben az ablakok szélei és a tálca nem lesz fekete teljes képernyős módban, ha a Windows Aero felületet használjuk. A Windows 7-ben az ablakok szélei ilyenkor is áttetszőek lesznek.
A fejlesztők számára a Windows 7 tartalmaz egy új hálózati API-t, ami támogatja a SOAP alapú webszolgáltatások fejlesztését gépi kóddal. Új funkciók lettek beépítve, hogy rövidítsék a programok telepítési idejét, csökkentsék az UAC kérdéseket, egyszerűsítsék a telepítő csomagok fejlesztését és javítsák a nemzetközi támogatást az új Kiterjesztett Nyelvi Szolgáltatások API-val.
A Microsoft 2008-ban a WinHEC-en bejelentette, hogy a Windows 7-ben a 30 bites és a 48 bites színtámogatások is elérhetőek lesznek. A Windows 7 videomódjai a 16 bites sRGB, a 30 bites sRGB, a 30 bites sRGB kiterjesztett színskálával és a 48 bites scRGB.

### Aero
A Windows Aero kezelőfelülete a Vistában jelent meg, felváltva az XP Luna képernyőmotívumot. Ez egy teljesen újratervezett grafikus felület, a The Iconfactory cég készítette. Elődei a Plex, Jade és Slate motívumok. A grafikai elemek, pl. gombok, kijelölőelemek, menük, haladásjelzők és ikonok, új kinézetet kaptak, az áttetsző elemek nagyobb számban szerepelnek. Megváltozott a feladatváltás, az Alt+Tab gombra a Vista már az ablak képét (előnézetét) is mutatja; a Windows+Tab gombok lenyomása 3D-s ablaksorozattal mutatja a feladatváltást.
Az "Aero Shake": az ablakot megrázva a háttérben lévő ablakok a tálcára kerülnek, majd az ablak újbóli megrázásakor visszajönnek. Ha az ablakot a képernyő tetejére húzzuk, az ablak teljes méretűre változik. A képernyő bal vagy jobb oldalára húzva az ablak a képernyő felét fedi be, ezáltal össze lehet hasonlítani két különböző ablak tartalmát.

### Eltávolított elemek
Bár a Windows 7 számos újítást tartalmaz, rengeteg egyéb funkciót eltávolítottak, vagy megváltoztattak benne a Windows Vistához képest. A következő lista azokat a változásokat tartalmazza, amelyek a Windows Vista részei voltak, de már nincsenek meg a Windows 7-ben.
- Számos Startmenü- és tálcatulajdonság,[36] mint például:
  - a lebegő eszköztárak eltűntek, eszköztárat most már csak a tálcához lehet kapcsolni
  - Windows Media Player Eszköztár (helyettesítve az új felugró menü funkcióval)
  - a Start menü tetején megjelenő alapértelmezett böngésző és E-mail kliens (mostantól ezeket automatikusan kell beállítani)
- A Windows Fotótár, a Windows Movie Maker és a Windows Mail (továbbra is Windows 7 Ultimate Extrák a Windows Live programcsomag keretében)
- Szoftverböngésző funkció a Windows Defenderben[37]
- Eltávolítható Adattárolók Felügyelete (RSM)[38]
- Windows Meeting Space
- Tintahal, egy játék
- Képernyő-billentyűzetről[39]
- 16 bites kódfunkciók
- Microsoft Agent 2.0 Technológia
- Windows Oldalsáv (a minialkalmazások megmaradtak, és beépültek a Windows Explorerbe)
- Windows Ultimate Extrák
- Windows Naptár

### Kikapcsolható elemek
A Windows 7-ben számos programot ki lehet majd kapcsolni, többek közt az Internet Explorer 8-at, a Windows Media Playert, a Windows Media Centert, a Windows Searchöt vagy az XPS Viewert, így ezek nem vesznek el erőforrást a többi programtól. A Microsoft blogján közölték: „Ha a kijelölést megszüntetjük, az alkalmazások használhatatlanok lesznek. Ez azt jelenti, hogy a fájlok nem töltődnek be az operációs rendszerrel, ezért a felhasználók nem is tudják elindítani őket. A programok azonban az operációs rendszerben maradnak, így ha valaki mégis újra kijelölné a nem használt szoftvereket, nem kell majd a telepítő lemezt újra elővennie. Számos visszajelzés alapján döntöttünk úgy, hogy a nem kívánt fájlokat a gépen hagyjuk.”

## Kiadások
A Windows 7 az alábbi kiadásokban jelent meg:
- Windows 7 Starter – csak netbookokra és notebookokra előtelepítve, korlátozásokkal.
- Windows 7 Home Basic
- Windows 7 Home Premium – otthoni felhasználásra.
- Windows 7 Professional – professzionális és üzleti célokra.
- Windows 7 Enterprise – nagyvállalatoknak mennyiségi licenccel.
- Windows 7 Ultimate – a legbővebb kiadás, az összes funkcióval.
- Windows Thin PC – egy Windows 7-re épülő új rendszer régi gépekre, nagyvállalatoknak mennyiségi licenccel.
- Windows 7 N változatok – ezek fentiek közül mindegyikből megjelent. Ezek nem tartalmaznak Windows Media Playert és Windows Media Centert.

## Terjedése Magyarországon
A Windows 7 már 2010. január végén, három hónappal a piacra kerülése után megelőzte népszerűségben elődjét, a Vistát, márciusban pedig részesedése átlépte a 10 százalékos küszöböt. 2010. november végén a részesedése Magyarországon 19,94% volt (a piacvezető Windows XP-é 71,79%, a Vistáé 6%, a Mac OS X 0,8, a Linux pedig 0,78%). A különféle Windows-kiadások részesedése a hazai internetezők számítógépein összesen 98,17%-os.
A Windows 7 2013 júliusában 47,37%-os részesedéssel bírt a felhasználók körében, míg a Windows XP 35,87%-os részaránnyal a második helyen állt. Ezeket az operációs rendszereket a Windows 8 3,08%-os és a Windows Vista követi 2,22%-os aránnyal.

## Szükséges gépigény
A Microsoft által publikált minimális követelmények.
| Jellemző       | 32 bites rendszernél                                     | 64 bites rendszernél                                     |
| -------------- | -------------------------------------------------------- | -------------------------------------------------------- |
| Processzor     | 1 GHz                                                    | 1 GHz                                                    |
| Memória (RAM)  | 1 GB                                                     | 2 GB                                                     |
| Videókártya    | DirectX 9.0 képes WDDM 1.0 vagy újabb illesztőprogrammal | DirectX 9.0 képes WDDM 1.0 vagy újabb illesztőprogrammal |
| Szabad terület | 16 GB                                                    | 20 GB                                                    |

## Fordítás
- Ez a szócikk részben vagy egészben a Windows 7 című angol Wikipédia-szócikk fordításán alapul.  Az eredeti cikk szerkesztőit annak laptörténete sorolja fel. Ez a jelzés csupán a megfogalmazás eredetét és a szerzői jogokat jelzi, nem szolgál a cikkben szereplő információk forrásmegjelöléseként.